# 芝麻街
《芝麻街》（英語：Sesame Street）是由美國芝麻街工作室（在2000年6月前被稱為兒童電視工作室）製作的一檔兒童教育電視節目，創始人為瓊·甘茲·庫尼（Joan Ganz Cooney）及勞埃德·莫里塞特（Lloyd Morrisett）。節目形式包括真人表演，喜劇素描，動畫，木偶和寓教於樂，吉姆·亨森創作的木偶表演是《芝麻街》的著名環節。節目中還有一些帶有文化內涵的幽默短片。该系列影片於1969年11月10日首播，播出後受到了觀眾的好評，收視率也因而一路上漲，當然其中也夾雜著一些爭議；自首次播出以來，它便一直在公共广播电视公司（PBS）上播出，並於2016年1月16日首次轉播至付费频道HBO。
《芝麻街》的內容是商業電視製作元素和技術的結合，這些技術的進化反映了美國文化的變遷和觀眾觀影習慣的改變。在打造《芝麻街》時，兒童電視節目製片人和作家首次使用了教育目標和課程來塑造節目內容。這也是一個節目的教育效果第一次被正式研究。為了反映課程的變化，創作者們對《芝麻街》的形式和內容進行了不斷的調整，因此該節目在其發展史上經歷了重大變化。
在創作了《芝麻街》不久後，其製片人開發了一個用於策劃、製作和評估電視節目的系統，該系統是基於製片人、作家、教育者和研究人員的合作而運作的，後被稱為「CTW模型」（以製片公司的原名命名）。《芝麻街》最初由政府和私人基金會資助，但有來自許可協議、國際銷售和其他媒體的收入後，其已實現了資金自給。到2006年，已有20個國家及地區播出了《芝麻街》的獨立製作或「聯名製作」節目。2001年，《芝麻街》國際版的觀眾已超過了1.2億，到2009年節目成立40週年時，《芝麻街》已在140多個國家及地區播出。
在當時，《芝麻街》在美國兒童電視節目中收視率排行1。1996年的一項調查發現，95％的美國學齡前兒童都在三歲前觀看過該節目。在2018年，估計有8600萬美國人在兒童時期觀看了該系列節目。截至2018年，《芝麻街》已獲得189項艾美獎和11項格萊美獎，獲獎數位居兒童節目第一。

## 節目歷史
1966年，瓊·甘茲·庫尼（Joan Ganz Cooney）在和卡內基基金會副總裁勞埃德·莫里塞特（Lloyd Morrisett）討論時有了關於《芝麻街》的構想。他們想要製作一個兒童電視節目，理念是「讓電視的成癮性發揮積極的作用”，例如幫助幼兒接受學前教育。經過兩年的調研，新成立的兒童電視工作室（CTW）從卡內基基金會、福特基金會、公共廣播公司和美國聯邦政府獲得了總計800萬美元（按2019年美元計算，為5,600萬美元）的兒童節目創作基金。該節目於1969年11月10日在公共電視台首播。這是第一個將內容和生產價值基於實驗室和形成性研究的學前教育電視節目。對該節目的最初反響中，有吹捧的評論、有爭議、也有可觀的評分。到2019年成立50週年時，《芝麻街》已有150多種版本，以70種語言制作。截至2006年，已有20個國際版本。
據作家邁克爾·戴維斯（Michael Davis）說，到20世紀70年代中，《芝麻街》已經成為了「一個美國機構」。在此期間，演員陣容和工作人員有所增加，重點是雇傭了女工作人員並加入了少數族裔。節目的成功一直延續到了20世紀80年代。1981年，聯邦政府撤回了資金，CTW轉而開始擴張其它收入源，包括雜誌分部、書籍版稅、產品許可和國外廣播收入。《芝麻街》的課程內容也有了更多的更多情感類主題，例如關係、道德和情緒。該節目的許多故事情節均取材於其作者、演員和工作人員的經歷，其中最著名的主題是1982年威爾里·李（Will Lee）的逝世（芝麻街中Mr.Hooper的扮演者）以及1988年路易斯（Luis）和瑪麗亞（Maria）的聯姻。
到20世紀90年代末，各種社會與經濟挑戰向芝麻街撲面而來，包括幼兒觀影習慣改變、與其他節目的競爭、有線電視的發展以及收視率下降等。進入21世紀後，《芝麻街》發生了重大的結構變化。例如，從2002年開始，其內容變得更有敘事性，並包含了連續的故事情節。在1999年節目成立30週年後，由於人偶艾蒙（Elmo）廣受歡迎，《芝麻街》加入了一個大熱片段，名為「艾蒙的世界（Elmo's World）”。2009年节目播出40周年，被授予艾美杰出成就奖。
2015年後期，為響應“日新月異的傳媒界”的口號，同時也作為其五年計畫和發展協議的一部分，《芝麻街》的首播劇集開始在高级頻道HBO播放。在HBO播出9個月後，節目在PBS頻道和網站上映。在PBS上，《芝麻街》工作室可以製作更多劇集，與之前每季18集相比，現每季大约可製作35集，同時還可以創作《芝麻街》木偶戲的衍生系列和新的教育系列。
到了2019年該節目成立50周年時，《芝麻街》已製作了4500集、35個電視特別節目、200段家用影片和180張合輯。其YouTube頻道擁有近500萬訂閱者。2019年10月，《芝麻街》宣布其首播劇集將在2020年轉移至HBO Max頻道，從第51季開始。

## 節目形式
從第一集起，《芝麻街》就使用「強烈的視覺風格、快速動作、幽默和音樂」以及動畫和真人短片來構造其內容。《芝麻街》首映時，大多數研究人員認為幼兒的注意力持續時間並不長。因此，節目製作人擔心一個小時的節目難以引起觀眾的注意。他們將根據課程內容創作的各個片段作為《芝麻街》的內容主體，期間會插入木偶小品、短劇和動畫。這種結構使製片人可以加入不同的風格和角色，並控制節目的節奏。一開始，該節目的「街頭場景」由角色推動的互動組成，而非連續的故事線。到第20季，研究表明孩子可以跟上故事情節的發展，因此《芝麻街》的街頭場景開始有了連續的故事情節，儘管它們仍然只是以穿插的形式出現。
在兒童心理學家的建議下，製片人最初認為該節目的人類演員和布偶不應有互動，因為他們擔心這會使幼兒感到困惑。而当CTW测试新节目的吸引力时，他们发现，儿童在木偶戏场景中可以保持专注，但到了“街头场景”就会丧失兴趣。因此，制片人要求汉森和他的团队创作出大鸟和奥斯卡等木偶来与人类演员互动，然后重新拍摄街头场景。在21世紀初前，《芝麻街》的形式一直沒有發生變化。但不斷變化的受眾群體要求製作人轉向一種更具敘事性的形式來創作芝麻街。1988年，《芝麻街》開始播放「艾蒙的世界」，這個片段深受觀眾喜愛，它由木偶艾蒙主持，時長為15分鐘。2014年開始，該版本原本只是作為一小時節目的補充，在工作日下午播出及在網上上映。2017年，为了顺应幼儿不断变化的观影习惯，该节目的制片人在其放送广播平台上将节目长度从一小时缩短到了三十分钟。新版本专注于更少的角色，减少了“曾经被列为‘家长里短 ’的流行文化元素”，“聚焦于单一的主干话题”。

## 教育目标
作家马尔科姆·格拉德威尔說，"《芝麻街》是圍繞著一個單一的、突破性的見解而建立的：如果你能抓住孩子們的注意力，你就能教育他們。"CTW的第一任顾问委员会主席Gerald S. Lesser更進一步說，電視作為教育工具需要得到有效利用，抓住、聚焦和維持孩子們的注意力。《芝麻街》每一集的结构和片段，都是为了吸引孩子们的注意力，而且正如Gladwell所说的那样，它做出了“微小而关键的调整”来保持孩子们的注意力，是第一部能够实现这些目标的儿童节目。根据CTW的研究者Rosemarie Truglio和Shalom Fisch的研究，《芝麻街》是少数几个运用详细而全面的教育课程的儿童电视节目之一，这些课程是通过形成性和总结性研究获得的。
《芝麻街》的創作者和他們的研究人員為節目制定了認知和情感目標。起初，他們把重點放在認知目標上，同時間接地解決情感目標，認為這樣做可以提高兒童的自尊心和能力感，他們的主要目標之一是為幼兒，特別是低收入家庭的兒童做好學前準備，並通過建模、重復、和幽默來實現這些目標。他們在節目內容上做了一些改變，以吸引關注及提高節目的吸引力。同時，他們通過增加成人幽默、文化內涵、明星出場等內容，來鼓勵大一點的孩子和家長「共同觀看」。

## 布偶角色
| 布偶                         | 配音                                                              | 顏色   |
| ---------------------------- | ----------------------------------------------------------------- | ------ |
| 科米蛙 Kermit the Frog       | Jim Henson Steve Whitmire                                         | 草綠   |
| 大鳥 Big Bird                | 卡羅爾斯平尼（1969年到2018年，宣佈退休） Matt Vogel（1997年至今） | 黄色   |
| 史納菲先生 Mr. Snuffleupagus | 傑里 · 納爾遜 Michael Earl Davis Martin P. Robinson               | 褐色   |
| 餅乾怪獸 Cookie Monster      | Frank Oz David Rudman                                             | 藍色   |
| 恩尼 Ernie                   | Jim Henson Steve Whitmire                                         | 橙色   |
| 伯特 Bert                    | 弗蘭克 · 奧茲 Eric Jacobson                                       | 黄色   |
| 奥斯卡 Oscar the Grouch      | 卡羅爾斯平尼 （1969年到2018年） Eric Jacobson（2015年至今）       | 緑色   |
| 格羅弗 Grover                | Frank Oz Eric Jacobson                                            | 深藍   |
| 康納特伯爵 Count von Count   | 傑里 · 納爾遜（1971年到2012年） Matt Vogel（2012年至今）          | 紫色   |
| 大草原黎明                   | 弗蘭布瑞爾（1993年到2015年） Stephanie D'Abruzzo（2016年至今）    | 粉紅色 |
| 電視怪獸                     | Brian Muehl Martin P. Robinson                                    | 洋紅色 |
| 艾蒙 Elmo                    | 最早出現在芝麻街是19                                              | 紅色   |
| 小熊                         | David Rudman                                                      | 褐色   |
| 羅齊塔                       | Carmen Osbahr                                                     | 藍綠色 |
| 佐伊 Zoe                     | 弗蘭布瑞爾（1993年到2014年） Jennifer Barnhart（2015年至今）      | 橙黃色 |
| 露露                         | Stephanie D'Abruzzo                                               | 堇紫色 |
| Groogle/Phoebe               | Alice Dinnean（2001年到2002年） John Tartaglia（2002年至今）      | 黃綠   |
| Mooba/Googel                 | Stephanie D'Abruzzo                                               | 紫色   |
| Mel                          | Kevin Clash                                                       | 藍色   |
| Narf                         | Joey Mazzarino                                                    | 橙色   |
| 艾比 Abby Cadabby            | Leslie Carrara-Rudolph                                            | 粉紅色 |
| 朱莉婭 Julia                 | Stacey Gordon                                                     | 黄色   |

## 外部連結
- 芝麻街全球官方網站 （页面存档备份，存于）
- 芝麻街官方的Facebook專頁
- YouTube上的芝麻街官方頻道
- 芝麻街中國官方網站 （页面存档备份，存于）
- 芝麻街台灣官方網站 （页面存档备份，存于）